# Estació de Manresa
Manresa és una estació de ferrocarril propietat d'adif situada al sud de la població de Manresa a la comarca del Bages. L'estació es troba a la línia Barcelona-Manresa-Lleida i hi tenen parada trens de la línia R4 i la línia RL4 de Rodalies de Catalunya, operats per Renfe Operadora.
Aquesta estació de la línia de Manresa va entrar en funcionament l'any 1859 quan va entrar en servei el tram construït per la Companyia del Ferrocarril de Saragossa a Barcelona entre Terrassa (1856) i Manresa.
L'any 2016 va registrar l'entrada de 495.000 passatgers.

## Serveis ferroviaris
| Procedència/Destinació                                  | <                        | Línia | >                        | Procedència/Destinació    |
| ------------------------------------------------------- | ------------------------ | ----- | ------------------------ | ------------------------- |
| Rodalia de Barcelona                                    |                          |       |                          |                           |
| Sant Vicenç de Calders Vilafranca del Penedès Martorell | Sant Vicenç de Castellet |       | terminal                 | terminal                  |
| Rodalia de Lleida                                       |                          |       |                          |                           |
| Lleida Pirineus                                         | Rajadell                 |       | Sant Vicenç de Castellet | Terrassa Estació del Nord |

## Galeria d'imatges

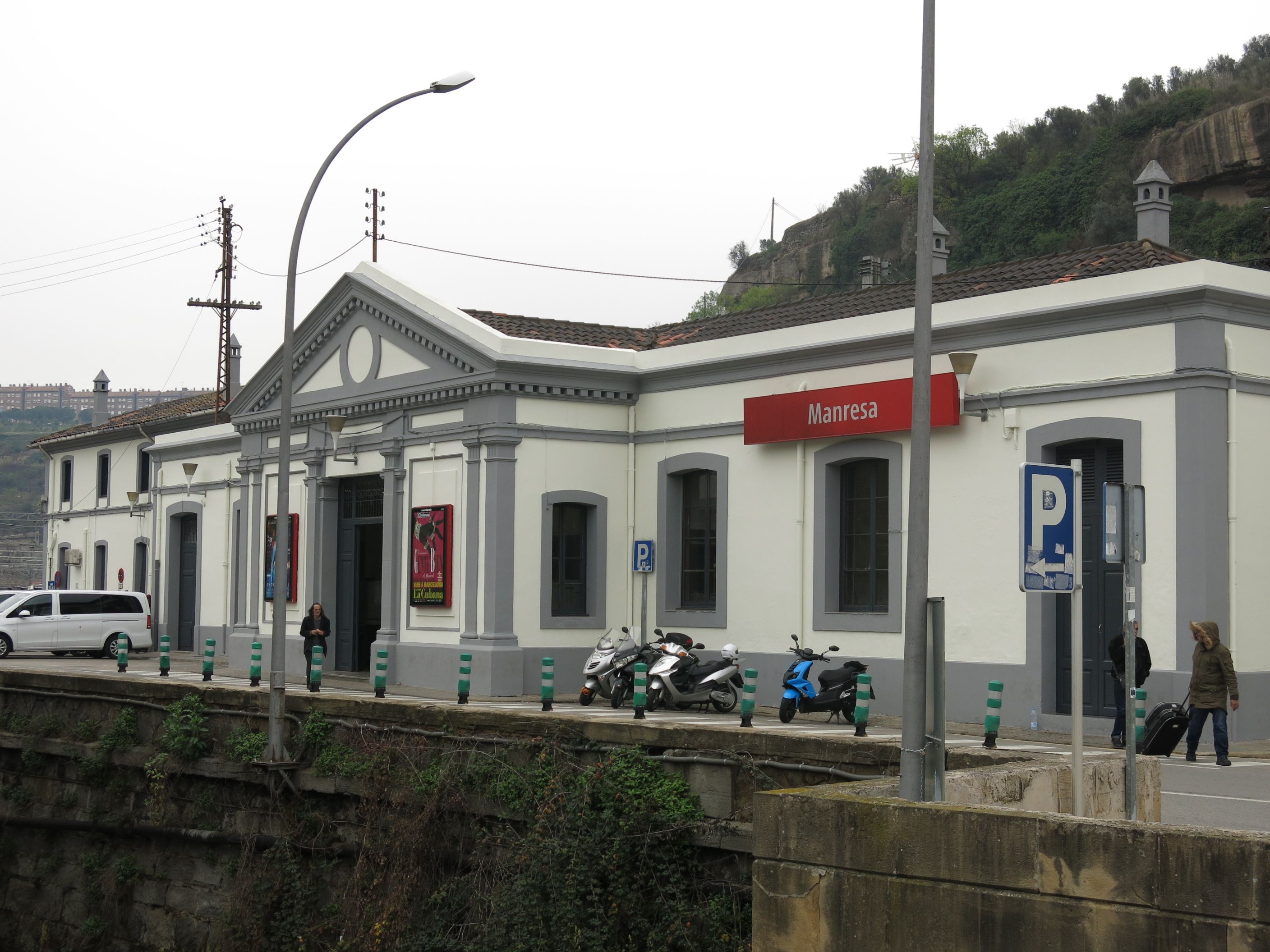
L'edifici i accés
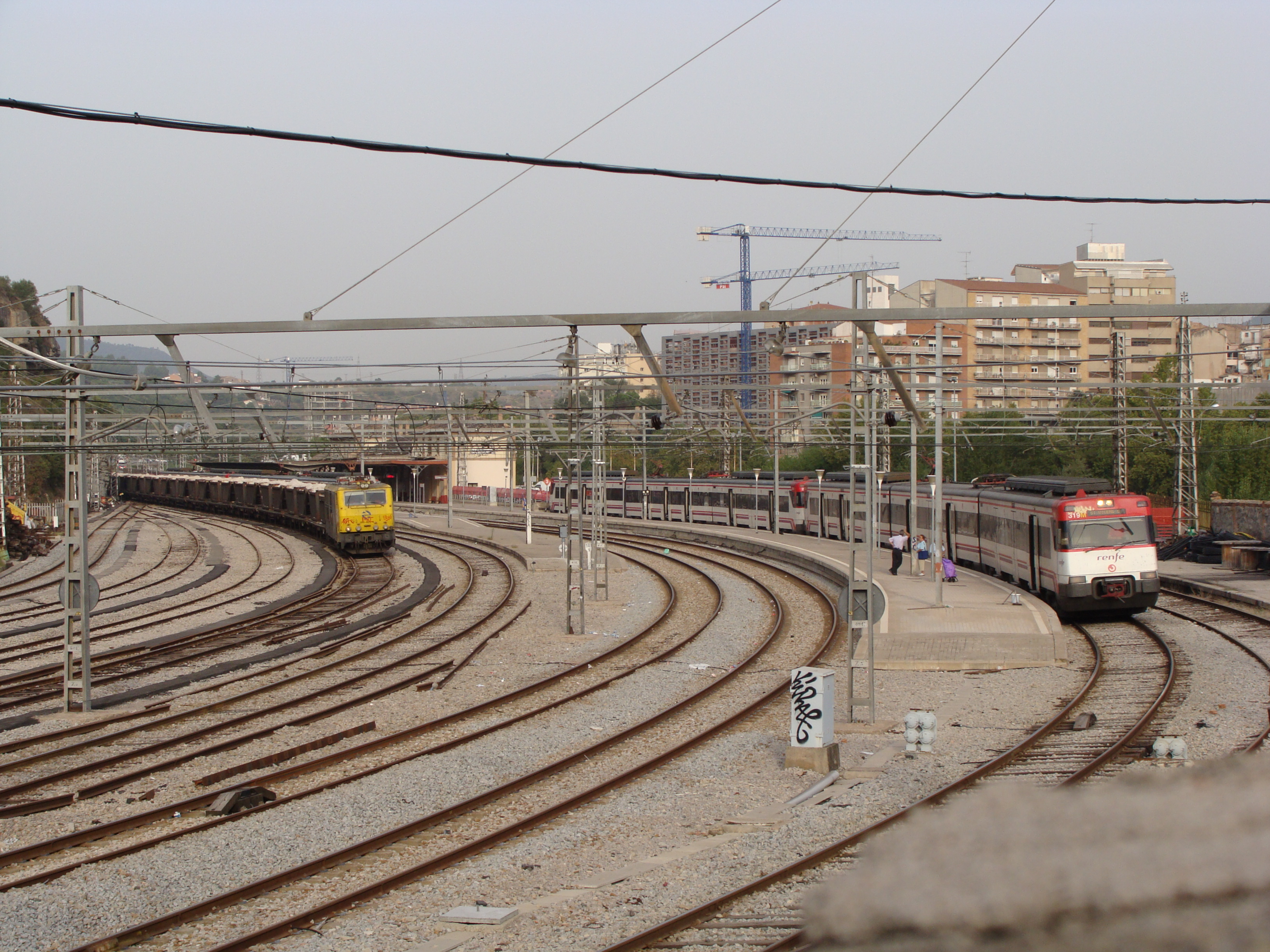
Vista general de l'estació
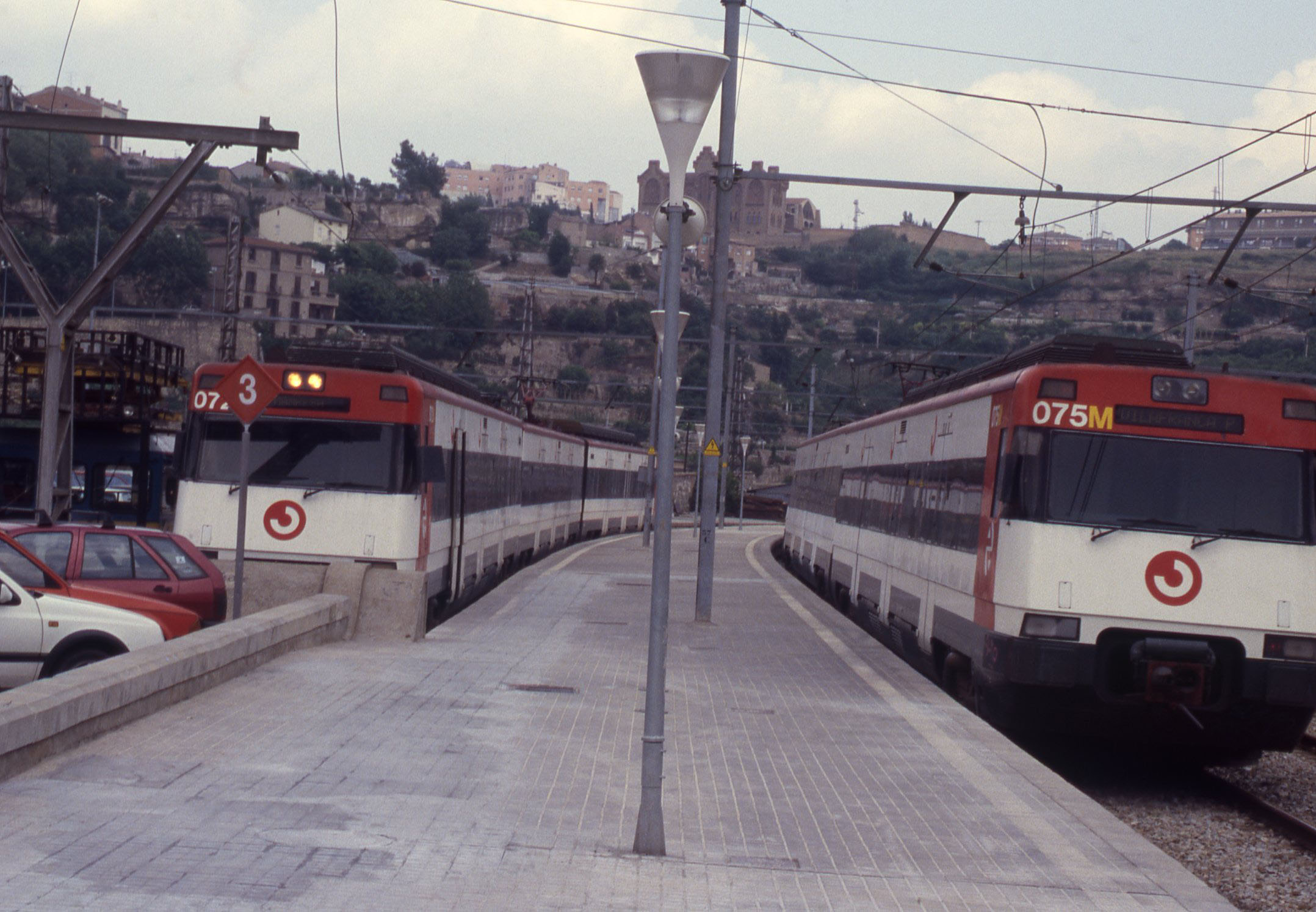
Unitats 447 a l'estació el 1999